# Rubén Limardo
Rubén Dario Limardo Gascón (ur. 3 sierpnia 1985 w Ciudad Bolívar) – wenezuelski szermierz, szpadzista, mistrz olimpijski i trzykrotny medalista mistrzostw świata.

## Kariera
Dzięki wujowi, Ruperto Gasconowi, który jest jego trenerem, trafił do Polski. Limardo mieszka w Łodzi. Studiuje wychowanie fizyczne w Wyższej Szkole Informatyki i Umiejętności w Łodzi. Był zawodnikiem Piasta Gliwice, obecnie reprezentuje klub Dragon Łódź. W 2006 i 2008 zdobywał tytuł indywidualnego Mistrza Polski w szpadzie. 
W 2005 roku zdobył złoto w rywalizacji indywidualnej na mistrzostwach świata juniorów w Płowdiwie. 
Podczas Letnich Igrzysk Olimpijskich 2012 był chorążym reprezentacji Wenezueli. Na imprezie tej zdobył złoty medal w turnieju indywidualnym pokonując w finale norweskiego zawodnika polskiego pochodzenia Bartosza Piaseckiego. Był to pierwszy olimpijski medal dla Wenezueli w szermierce, a także pierwszy złoty medal olimpijski od 44 lat dla tego kraju (poprzednio na igrzyskach olimpijskich w Meksyku w 1968 zwyciężył bokser Francisco Rodríguez w kategorii 48 kg).
Na igrzyskach w Rio de Janeiro wystartował jako zawodnik Dragona Łódź, tak jak jego młodszy brat Francisco Limardo. Ruben odpadł tam w 1/16 finału. Na igrzyskach olimpijskich w Tokio zajął 18. miejsce w turnieju indywidualnym.
Podczas mistrzostw świata w Budapeszcie w 2013 roku zdobył srebrny medal w zawodach indywidualnych, przegrywając w finale z Estończykiem Nikolaiem Novosjolovem. Wynik ten powtórzył na mistrzostwach świata w Wuxi w 2018 roku, tym razem w finale ulegając Francuzowi Yannickowi Borelowi. Ponadto na mistrzostwach świata w Mediolanie w 2023 roku Wenezuelczycy w składzie: Francisco Limardo, Jesús Limardo, Rubén Limardo i Grabiel Lugo zdobyli brązowy medal w zawodach drużynowych.
Na igrzyskach panamerykańskich w Santo Domingo w 2003 roku zdobył srebro drużynowo. Na rozgrywanych cztery lata później igrzyskach panamerykańskich w Rio de Janeiro wywalczył złoto indywidualnie i srebro drużynowo. Następnie był drugi w obu konkurencjach podczas igrzysk panamerykańskich w Guadalajarze w 2011 roku, na igrzyskach panamerykańskich w Toronto w 2015 roku zdobywał złote medale. Zdobył również złoto drużynowo na rozgrywanych w 2019 roku igrzyskach panamerykańskich w Limie.
Limardo jest członkiem zarządu Fundacji Promocji Szermierki i Aktywności Fizycznej, która pomaga młodym szermierzom z Wenezueli.

## Życie prywatne
Limardo jest żonaty. Para ma córkę i syna. Jego bracia – Francisco Limardo i Jesús Limardo oraz kuzynki – María Martínez i Dayana Martínez są szermierzami.

## Działalność polityczna
W 2015 roku z listy Zjednoczonej Partii Socjalistycznej Wenezueli startował w wyborach parlamentarnych. Został wybrany zastępcą stanu Bolívar. Limardo odrzucił propozycję.

## Odznaczenia
- Order Oswobodziciela I klasy (2012)[27]